# Listrische breuk
Een listrische breuk is een breuk die een verschillende hellingshoek heeft. Dicht bij het oppervlak is de breuk steil en hoe dieper men komt, hoe kleiner de hoek tussen het breukvlak en de horizontaal wordt.
Listrische breuken zijn typische verschijningen in extensionele tektonische regimes. De basis van de listrische breuk wordt vaak gevormd door een decollementvlak, een vlak waarlangs veel beweging plaatsvindt. Het gesteente waar dit plaatsvindt, bestaat doorgaans uit evaporieten of kleistenen.